# Barbatodon
Barbatodon is een geslacht van uitgestorven zoogdieren uit het Laat-Krijt. Het leefde in Transsylvanië op hetzelfde moment als enkele van de laatste dinosauriërs en was lid van de orde Multituberculata. Het is geplaatst binnen de onderorde Cimolodonta en de familie Kogaionidae. Het geslacht Barbatodon werd in 1986 benoemd door R. Rãdulescu en P. Samson. 
De primaire soort Barbatodon transylvanicum werd ook benoemd door Rãdulescu en Samson. Het werd gevonden in lagen die dateren uit het Maastrichtien (Laat-Krijt) van de Sânpetru-formatie in Roemenië. Op basis van vergelijkingen met de m1's van Vălișoara, wordt het holotype van Barbatodon beschouwd als een kogaionide m1, Kielan-Jaworowska en Hurum (2001) hadden het voorlopig geplaatst in de informele Paracimexomys-groep.
De nieuwe soort Barbatodon oardaensis is aangekondigd in 2014. De soort is ontdekt in Oarda de Jos, Haţeg Basin, Transsylvanië. Het wordt gekenmerkt door M1 cuspformule 3:4:2 en is veel kleiner dan de twee andere bekende soorten.
Het grootste deel van Europa werd tijdens het Laat-Krijt bedekt door ondiepe zeeën, waardoor overblijfselen van landdieren uiterst zeldzaam zijn. Deze verspreiding is een van de uitzonderingen en de diversiteit aan materiaal is indrukwekkend.

## Biologie
Net als moderne knaagdieren en spitsmuizen - evenals de verwante taeniolabidoïde multituberculaten - vertoont Barbatodon rode ijzerpigmentatie op zijn tanden. Deze verspreiding lijkt meer op die bij spitsmuizen dan bij knaagdieren of taeniolabidoïden, wat wijst op insectenetende gewoonten. Bij afwezigheid van concurrerende zoogdieren vertonen Barbatodon en soortgelijke kogaioniden een duidelijk voorbeeld van eilandspeciatie.